# Gerardo Westerburg
Gerardo Westerburg (Colonia, 1490-Dykhausen, Sande; 1558) fue un jurista y teólogo alemán y líder anabaptista en la región de Colonia. Estudió em Tréveris y Colonia en la Bursa Montana y se doctoró in utroque jure en Derecho civil e eclesiástico en la Universidad de Bolonia en 1521. Allí fue alumno de Johannes Cochläus.
Hospedó en su casa al líder anabaptista Marcos Stübner, uno de los "profetas de Zwickau", quien lo convenció de unirse a la reforma protestante y de ir hasta Wittenberg para encontrarse con Nicolás Storch. Allí conoció a Lutero, Martin Celario y Andreas Karlstadt. Apoyó las ideas de Karlstadt sobre la Cena del Señor; en 1523 se trasladó con él a Orlamünde y se casó con su hermana. Escribió entonces un folleto cuestionando la existencia del purgatorio. En 1524, en nombre de Karlstadt, viajó a Zúrich, donde se hizo amigo de Conrad Grebel y de Felix Manz, quien tres años después fue ejecutado por encabezar el movimiento anabaptista. Cuando regresó de este viaje, fue expulsado de Sajonia junto con Karlstadt.
Westerburg se fue entonces a Fráncfort del Meno y allí se unió a la Comunidad de hermanos evangélicos, un grupo de artesanos reformadores que se oponían a las autoridades patricias y al antiguo clero de la ciudad. Participó en el levantamiento del gremio de Fráncfort el 17 de abril de 1525. El 22 de abril de 1525, los rebeldes obligaron al concejo municipal a aceptar 46 artículos, algunos de los cuales habían sido redactados probablemente por Westerburg, que incluían un resumen de las posiciones de la Reforma y cambios políticos civiles y sociales. Tras los acontecimientos de la guerra de los campesinos alemanes, fue expulsado de Fráncfort el 17 de mayo de 1525 y, a consecuencia de la derrota de la rebelión campesina, los Artículos de Fráncfort fueron abolidos el 2 de julio de 1525, pero la Reforma en la población de esa ciudad se había vuelto irreversible.
Westerburg volvió a Colonia, donde le acusaron de herejía. Relata esta experiencia en el libro de 56 páginas, en el que describe "cómo los altamente eruditos de Colonia condenaron al doctor Gerhart Westerburg como un incrédulo debido a sus enseñanzas sobre el purgatorio". Siendo abogado pudo evadir la sentencia y vivir siete años más allí. Fue bautizado por Heinrich Roll, líder anabaptista de Münster y después bautizó él mismo en Colonia a numerosas personas. La Congregación Anabaptista de Colonia llegó a tener 700 miembros, pero cuando la misma sufrió una ola de arrestos en el verano de 1534, Westerburg tuvo que huir y ocultarse.
En 1542, trabajó durante algún tiempo como clérigo reformado al servicio del duque Alberto I de Prusia. Luego viajó a Frisia oriental, bajo la protección de la condesa Anna von Oldenburg-Delmenhorst. En Emden conoció a Jan Laski, en cuyo nombre viajó a Zúrich en 1545 y conoció a Heinrich Bullinger. En el viaje de regreso publicó algunos escritos sobre la Reforma en Estrasburgo bajo la dirección de los teólogos de Colonia. En 1550 intentó en vano regresar allí, pero fue rechazado por sus antecedentes anabaptistas. Asumió un cargo pastoral reformado en Dykhausen, que ocupó hasta su muerte en 1558.